# Phòng Quốc hải vụ

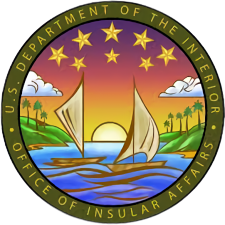
Con dấu của Phòng Quốc hải vụ

Phòng Quốc hải vụ (tiếng Anh: Office of Insular Affairs) là một đơn vị của Bộ Nội vụ Hoa Kỳ có nhiệm vụ trông coi việc quản lý liên bang một số vùng đất sở hữu của Hoa Kỳ. Nó là hậu thân của Cục Quốc hải vụ của Bộ Chiến tranh Hoa Kỳ từng quản trị một số lãnh thổ từ năm 1902 đến năm 1939 và Phòng Lãnh thổ vụ thuộc Bộ Nội vụ Hoa Kỳ có trách nhiệm trông coi một số lãnh thổ từ thập niên 1930 đến thập niên 1990.
Hiện tại, Phòng Quốc hải vụ có trách nhiệm quản lý điều hợp chính sách liên bang tại các lãnh thổ Samoa thuộc Mỹ, Guam, Quần đảo Virgin thuộc Mỹ, và Thịnh vượng chung Quần đảo Bắc Mariana, và trông coi các chương trình và quỹ liên bang tại các quốc gia liên kết tự do Liên bang Micronesia, Cộng hòa Quần đảo Marshall, và Cộng hòa Palau.
Có một số việc không rõ ràng tồn tại đối với vai trò của Phòng Quốc hải vụ liên quan đến một số quốc gia vùng Thái Bình Dương theo kỹ thuật mà nói là độc lập. Thật chất Hoa Kỳ thường quan hệ liên lạc với các cựu lãnh thổ ủy thác của Hoa Kỳ như Cộng hòa Palau và Cộng hòa Quần đảo Marshall qua Phòng Quốc hải vụ hơn là qua Bộ Ngoại giao Hoa Kỳ. Điều này nêu lên câu hỏi có phải Chính phủ Hoa Kỳ thật sự coi các quốc gia nhỏ bé này thực tế là độc lập hay không.
Ngoài ra, việc tuyên bố chủ quyền  Lưu trữ ngày 31 tháng 1 năm 2019 tại Wayback Machine của Cộng hòa Quần đảo Marshall trên Đảo Wake cũng để lại một chút mơ hồ liên quan đến vai trò giả thuyết hoặc thực sự của quân đội Hoa Kỳ có trách nhiệm theo thỏa hiệp là bảo vệ lãnh thổ của Marshall trong trường hợp có bất cứ cuộc xung đột hay thù địch chiến lược nào xảy ra có liên quan đến Đảo Wake. Đảo san hô này chính thức bị Hoa Kỳ sáp nhập trong thế kỷ 19 và vẫn còn đang được Phòng Quốc hải thuộc Bộ Nội vụ Hoa Kỳ quản lý.